# Goupillières (Calvados)
Goupillières è un ex comune francese di 163 abitanti situato nel dipartimento del Calvados nella regione della Normandia. Dal 1º gennaio 2019 è stato accorpato al comune di Trois-Monts per formare il comune di Montillières-sur-Orne, del quale costituisce comune delegato.  

## Società

### Evoluzione demografica
Abitanti censiti